# Bacuita
Bacuita is een geslacht van rechtvleugeligen uit de familie veldsprinkhanen (Acrididae). De wetenschappelijke naam van dit geslacht is voor het eerst geldig gepubliceerd in 1932 door Strand.

## Soorten
Het geslacht Bacuita omvat de volgende soorten:
- Bacuita excentrica Willemse, 1932
- Bacuita luzonica Willemse, 1933